# Intercesión del Espíritu Santo

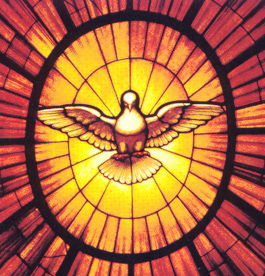
Vidriera con representación del Espíritu Santo con forma de paloma, c. 1660.

La Intercesión del Espíritu es la creencia del Cristianismo de que el Espíritu Santo ayuda y guía a los creyentes que buscan a Dios en sus corazones.
En la Epístola a los Romanos (8:26-27) San Pablo afirma:

Del mismo modo, el Espíritu nos ayuda en nuestra debilidad. No sabemos por qué debemos orar, pero el Espíritu mismo intercede por nosotros con gemidos sin palabras. Y el que escudriña nuestros corazones conoce la mente del Espíritu, porque el Espíritu intercede por el pueblo de Dios de acuerdo con la voluntad de Dios.

Ha habido diferentes interpretaciones teológicas de la intercesión del Espíritu. Juan Calvino enseñó que se refiere al "ministerio de enseñanza del Espíritu" que instruye a los creyentes sobre lo que deben orar y lo que deben pedir en sus oraciones. Por otro lado, Abraham Kuyper consideraba la actividad del Espíritu como algo separado y distinto de los esfuerzos de los creyentes que oran.